# Кшивіна
Кшивіна (пол. Krzywina) — село в Польщі, у гміні Пшеворно Стшелінського повіту Нижньосілезького воєводства.
Населення — 322 особи (2011).
У 1975-1998 роках село належало до Валбжиського воєводства.

## Демографія
Демографічна структура станом на 31 березня 2011 року:
|          | Загалом | Допрацездатний вік | Працездатний вік | Постпрацездатний вік |
| -------- | ------- | ------------------ | ---------------- | -------------------- |
| Чоловіки | 159     | 36                 | 110              | 13                   |
| Жінки    | 163     | 25                 | 99               | 39                   |
| Разом    | 322     | 61                 | 209              | 52                   |